# Шатијон (Долина Аосте)
Шатијон је насеље у Италији у округу Долина Аосте, региону Долина Аосте.
Према процени из 2011. у насељу је живело 4334 становника. Насеље се налази на надморској висини од 513 м.

## Становништво
Према резултатима пописа становништва 2011. у општини је живело 4.946 становника.
| 1951. | 1961. | 1971. | 1981. | 1991. | 2001. | 2011. |
| ----- | ----- | ----- | ----- | ----- | ----- | ----- |
| 3.965 | 3.894 | 4.345 | 4.657 | 4.632 | 4.712 | 4.946 |